# All Saints Church (Wellington)

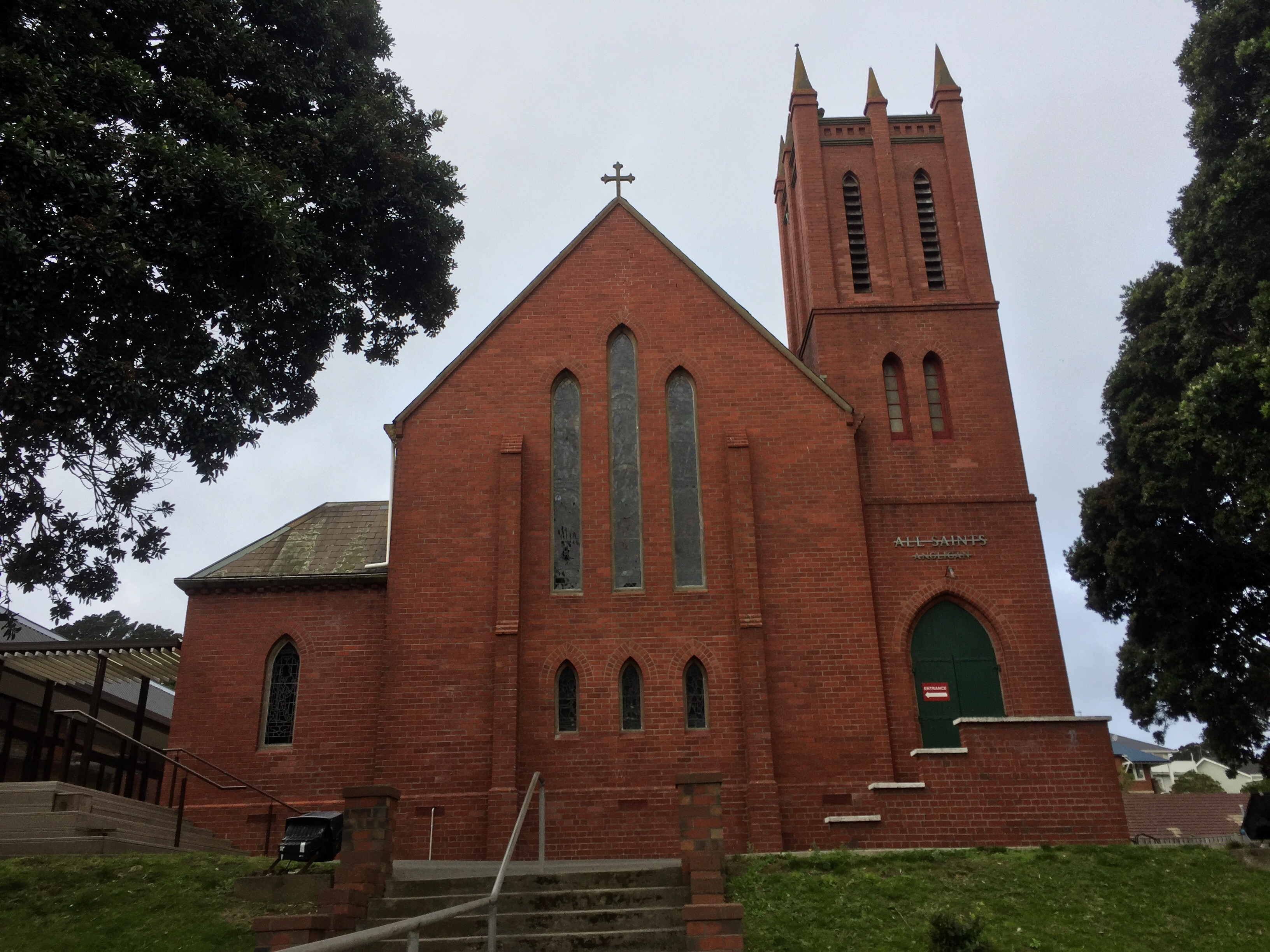
All Saints Church

Die All Saints Church ist eine anglikanisch-methodistische Kirche im Stadtteil Haitaitai der neuseeländischen Stadt Wellington. Sie befindet sich an der Hamilton Road 94, an der Rückseite verläuft die Moxham Avenue.  Das Bauwerk wurde am 10. September 1981 vom New Zealand Historic Places Trust unter Nummer 1331 als Historic Place Category II eingestuft.
Die Kirche wurde 1926 von Frederick De Jersey Clere errichtet.
Koordinaten: 41° 18′ 35,1″ S, 174° 47′ 33,5″ O